# 流山おおたかの森駅南口公園

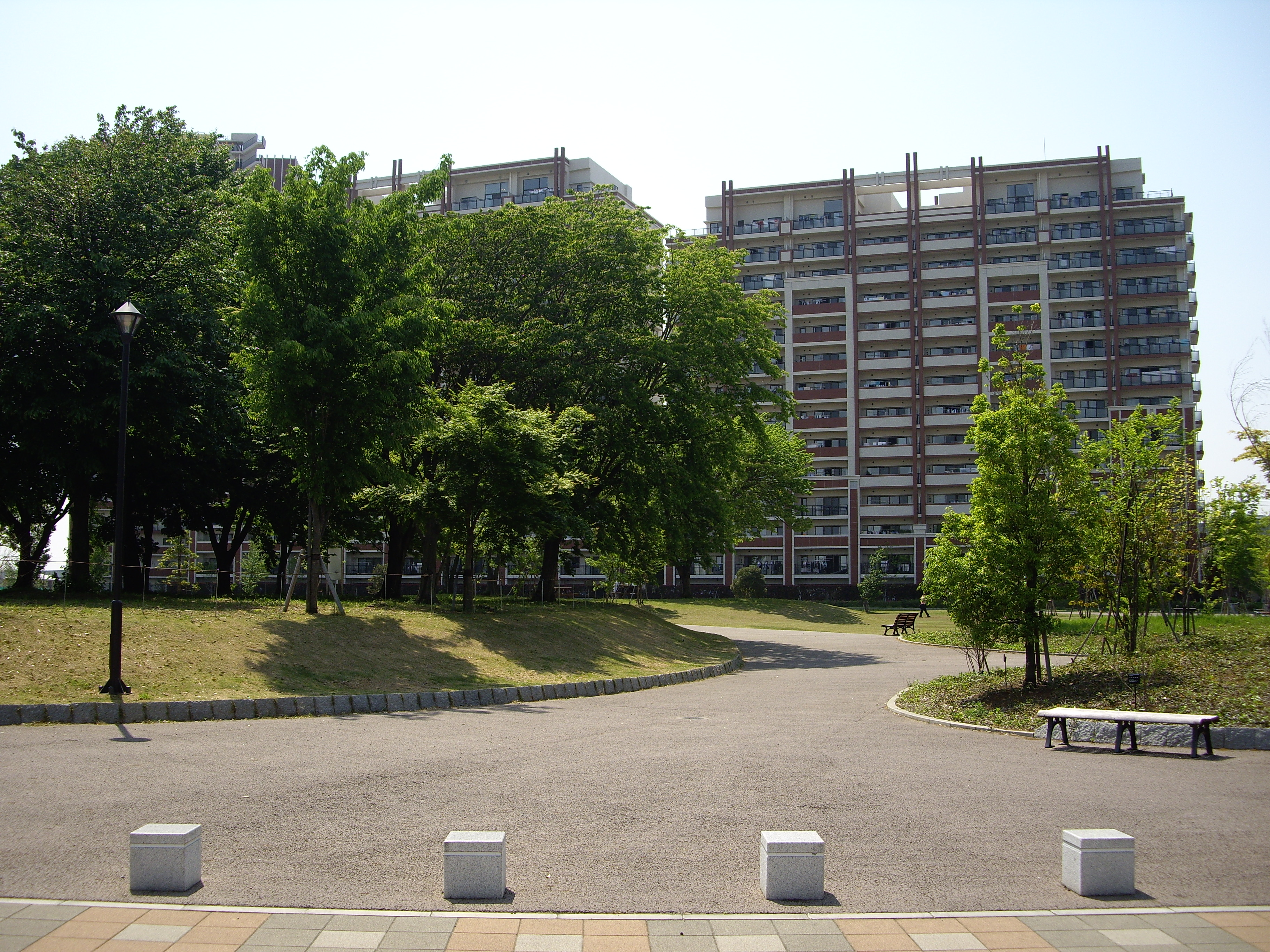
公園入口

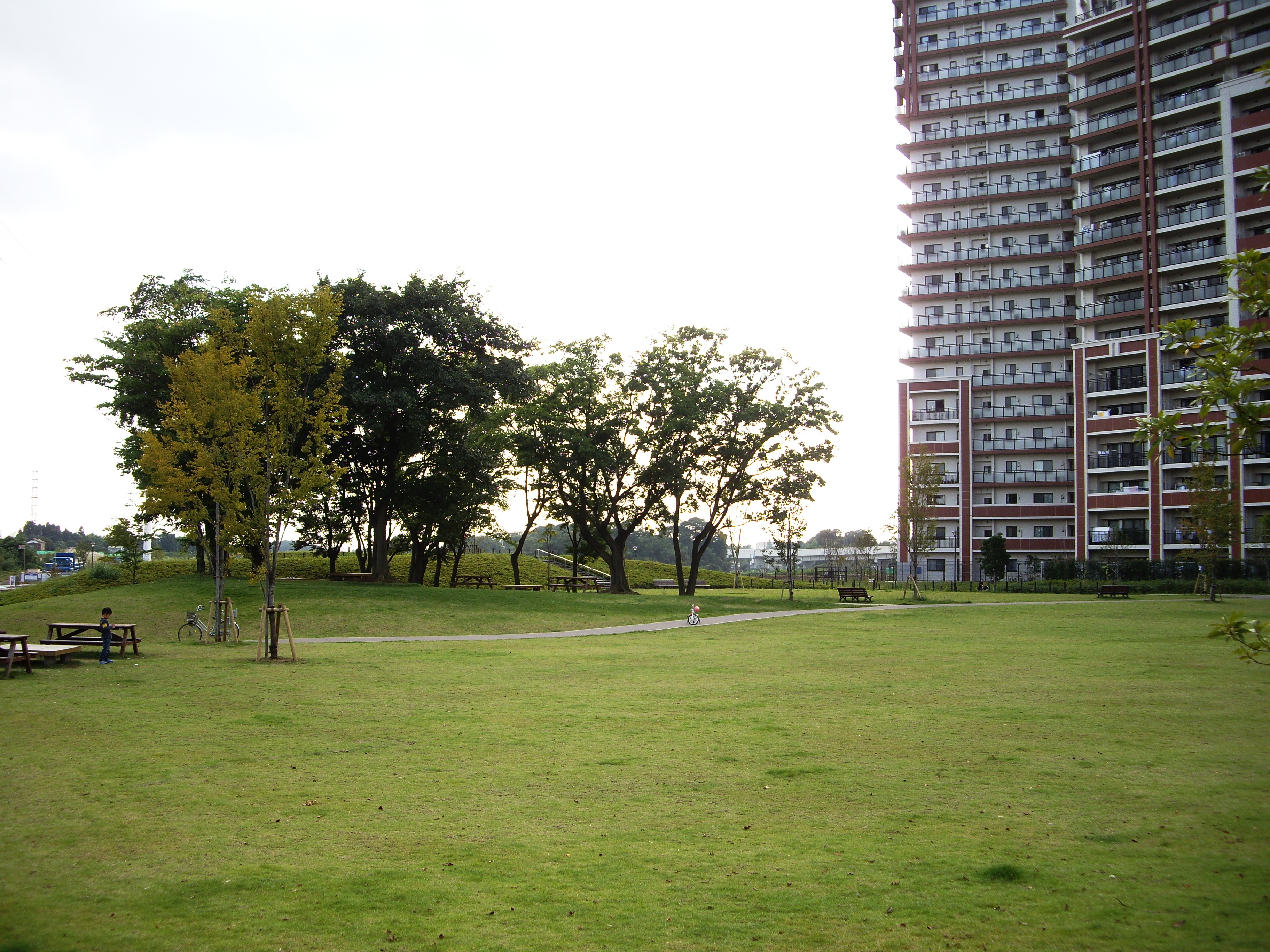
芝生広場

流山おおたかの森駅南口公園（ながれやまおおたかのもりえきみなみぐちこうえん）は、千葉県流山市西初石、市野谷に跨る公園である。

## 概要
首都圏新都市鉄道つくばエクスプレス沿線開発、つくばエクスプレスタウン流山新市街地地区整備に伴い建設された。当初は西初石近隣公園であったが、現在の名称へと改称された。駅前にありながら開放感のある公園で、公園前の交差点を挟み、流山おおたかの森 S・Cと流山おおたかの森駅が立地する。